# A 18' del sol
A 18' del Sol es el décimo álbum con la participación decisiva del músico argentino Luis Alberto Spinetta. Fue editado en 1977 por CBS. Si bien está acreditado a la Banda Spinetta, podría decirse que este disco inaugura la carrera solista de Spinetta, convirtiéndose así en el segundo disco que lleva su propio nombre (tras Spinettalandia y sus amigos, de 1971) y su tercer álbum solista si se incluye Artaud (editado bajo el nombre de Pescado Rabioso en 1973).

## Detalles
Este disco marcó la décima participación discográfica de Spinetta, ya sea solo o con alguna de sus bandas. A pesar de su escasa difusión, 
el propio Spinetta lo caracterizó como "la mejor grabación que hice en mi vida". Se trata de su álbum más cercano al jazz fusion, en donde sobresalen la impecable ejecución y el virtuosismo del "Flaco" y sus músicos. La atmósfera del disco, algo alejada del rock, es delicada y suave.[cita requerida]
El estilo poético de Spinetta se expresa claramente en este disco, cuyas letras, carentes de toda alusión a la realidad de la época, son de carácter atemporal y profundo.[cita requerida] A 18' del Sol, es un disco variado, con temas instrumentales, como "Telgopor" y "A 18' del Sol", y un tema acústico ("Canción para los días de la vida"). 
El nombre del álbum intenta reflejar la distancia entre la tierra y el sol (medida en minutos luz). Hubo un error y "sobraron" diez minutos, pero se decidió dejar de todos modos el título tal cual se lo había puesto originalmente.

## Lista de temas
Todos los temas compuestos y arreglados por Luis Alberto Spinetta.
| Lado A |                                              |          |  |
| N.º    | Título                                       | Duración |  |
| 1.     | «Viento del azur»                            | 4:49     |  |
| 2.     | «Telgopor (Instrumental)»                    | 2:50     |  |
| 3.     | «Viejas mascarillas»                         | 5:10     |  |
| 4.     | «A dieciocho minutos del sol (Instrumental)» | 5:30     |  |

| Lado B |                                    |          |  |
| N.º    | Título                             | Duración |  |
| 5.     | «Canción para los días de la vida» | 5:49     |  |
| 6.     | «Toda la vida tiene música hoy»    | 4:41     |  |
| 7.     | «¿Dónde está el topacio?»          | 5:11     |  |
| 8.     | «La eternidad imaginaria»          | 4:42     |  |

## Músicos
- Luis Alberto Spinetta: Guitarra y voz.
- Carlos Alberto "Machi" Rufino: bajo jazz bass.
- Diego Rapoport: Teclados.
- Osvaldo Adrián López: Batería.
- Marcelo Vidal: Bajo en "Viento del azur".
- Gustavo Spinetta: Batería en "Viento del azur".